# Sukadana (Pesisir Utara)
Sukadana is een bestuurslaag in het regentschap Lampung Barat van de provincie Lampung, Indonesië. Sukadana telt 282 inwoners (volkstelling 2010).